# تزلج الرولر السريع

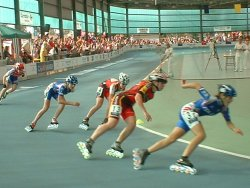

التزلج السريع هو رياضة الأسطوانة للسباق على الزلاجات المضمنة. يمكن للمشاركين أيضًا الاتصال بالسباق المضمَّن في الرياضة. على الرغم من أنها تطورت بشكل أساسي من السباقات على الزلاجات التقليدية، إلا أن الرياضة مشابهة بدرجة كافية للتزلج السريع الذي يُعرف العديد من المنافسين بالتبديل بين التزلج السريع والتزلج على الجليد حسب الموسم

## تزلج
مضمنة السرعة سكيت هو إصدار حذاء متخصص من حذاء تزلج مضمنة. يناسب الحذاء أو الحذاء جيدًا، بدون الكثير من البطانة وعادة ما يكون مصنوعًا من الجلد أو ألياف الكربون أو مركبات الألياف الزجاجية. للحصول على أفضل أداء، يجب أن يتطابق الحذاء بشكل وثيق مع شكل القدم، لذا فإن معظم أحذية التزلج ذات السرعة المضمنة تكون مُجهزة خصيصًا أو قابلة للتشكيل الحراري.زلاجات ذات سرعة قص منخفضة وتوفر القليل من الدعم للكاحل، مما يسمح للمتزلج بحركة إضافية للكاحل. يمكن أن تكون البثور الاحتكاكية مشكلة، وتشمل الحلول الشائعة النيوبرين أو السيليكون «أحذية الكاحل» مثل «ايزي فت» أو «بنقا بادز»؛ الجوارب الاصطناعية مزدوجة رقيقة. تعمل الأحذية الأصغر على تحسين تقنية إعادة تشكيل الأحذية باستخدام شريط رياضي واستخدام لصقات «شفاء متقدمة» للمساعدة في التعافي.

## التكنولوجيا والتحكم

### يستعد المتسابقون قبل السباق
ميكانيكيًا، تكون الضربات في التزلج السريع أعمق وأسرع (إلى زاوية أكثر حدة، أقرب إلى نقطة فقدان الجر) من التزلج الترفيهي ولكن ليس بنفس العمق أو السرعة في التزلج على الجليد. ويرجع ذلك إلى قوى الاحتكاك الأكبر في اتجاه الحركة والقدرة الأقل على تطبيق الاحتكاك دون انزلاق العجلات على سطح صلب مقارنة بشفرة فولاذية على الجليد.